# Лорел Беј (Јужна Каролина)
Лорел Беј (енгл. Laurel Bay) насељено је место без административног статуса у америчкој савезној држави Јужна Каролина.

## Демографија
По попису из 2010. године број становника је 5.891, што је 734 (-11,1%) становника мање него 2000. године.
| Група             | 2000.         | 2010.         |
| Белци             | 4.165 (62,9%) | 3.616 (61,4%) |
| Афроамериканци    | 1.714 (25,9%) | 1.408 (23,9%) |
| Азијати           | 96 (1,4%)     | 74 (1,3%)     |
| Хиспаноамериканци | 523 (7,9%)    | 652 (11,1%)   |
| Укупно            | 6.625         | 5.891         |